# Львовский № 5
Львовский № 5 — кутан СПК «Красный Партизан» Акушинского района Дагестана. Бывшее село Львовского сельсовета Бабаюртовского района. Исключено из учётных данных после 2002 года.

## Географическое положение
Расположен на территории Бабаюртовского района, в 7 км к востоку от села Львовское №1, на канале Кирпичный у федеральной трассы Астрахань-Махачкала.

## История
В 1901 году немцами-меннонитами, переселенцами из Таврической губернии, у князей Львовых было приобретено 1080 десятин земли. На этой земле ими была образована колония № 5, позже названая Сулак. В 1905 году построено меннонитское училище. Колония была разорена и покинута немецким населением в годы гражданской войны. Населённый пункт восстановлен в 1922 году вернувшимися немцами и кумыками из соседних сел. В 1925 году немцы выехали в Канаду. По данным на 1926 год колония № 5 состояла из 9 хозяйств и входила в состав Львовского сельсовета.. На основании постановления СНК ДАССР от 14 августа 1939 г. «О сселении хуторских населённых пунктов колхозов Бабаюртовского района в их основные населённые пункты» все население хутора Львовский № 5 (25 хозяйств) было переселено на центральную усадьбу колхоза имени Дахадаева в аул Львовский №7. В 1950-е годы земли бывшего хутора были переданы колхозу имени Ворошилова Лакского района. Несмотря на это, вплоть до 2002 года, село продолжало учитываться как населённый пункт Львовского сельсовета Бабаюртовского района.

## Население
| 1902 | 1914 | 1918 | 1926 | 1939 | 1959 | 1970 |
| ---- | ---- | ---- | ---- | ---- | ---- | ---- |
| 115  | ↘112 | ↗140 | ↘36  | ↗112 | ↘64  | ↗108 |
| 1989 | 2002 |      |      |      |      |      |
| ↘11  | ↘0   |      |      |      |      |      |

Национальный состав
При образование в колонии проживали немцы, исповедовавшие меннонитство. В 1926 и 1959 годах 100 % населения села составляли кумыки.
По данным Всесоюзной переписи населения 1989 года:
| № | Национальность | Численность, чел. | Доля |
| - | -------------- | ----------------- | ---- |
| 1 | даргинцы       | 7                 | 64 % |
| 2 | азербайджанцы  | 1                 | 9 %  |
| 3 | ногайцы        | 1                 | 9 %  |
| 4 | русские        | 1                 | 9 %  |
| 5 | украинцы       | 1                 | 9 %  |